# Vây lưng

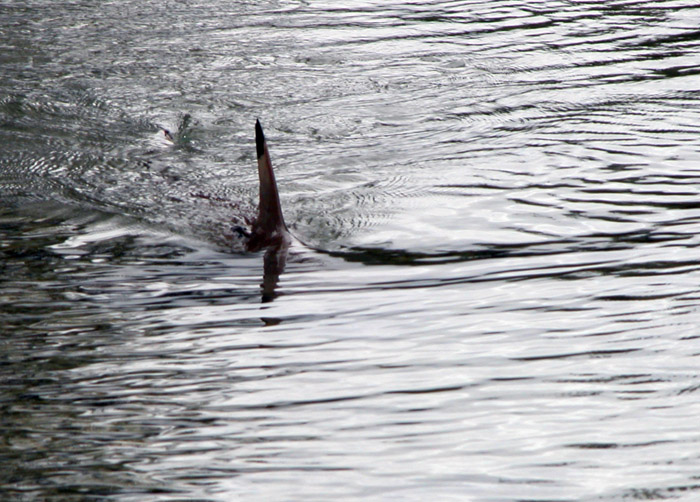
Vây lưng của cá mập

Vây lưng là vây nằm ở phần lưng của các loài động vật biển và các loài động vật có xương sống như cá, Bộ Cá voi (cá voi, cá heo và cá heo chuột) và loài thằn lằn cá (đã tuyệt chủng). Nhiều loài chỉ có một vây lưng, trong khi vài loài khác có hai đến ba vây lưng.
Các nhà sinh vật học hoang dã dùng các khía và hoa văn đặc trưng phát triển trên vây lưng của các loài lớn trong bộ Cá voi để xác định các cá thể trong họ này.
Xương hoặc sụn xương nâng đỡ gốc vây lưng của cá được gọi là pterygiophores.

## Chức năng
Mục đích chính của vây lưng là nhằm giúp động vật ổn định trước các cơn sóng cuộn và hỗ trợ trong việc chuyển hướng đột ngột. Vài loài còn dùng vây lưng cho các mục đích khác. Họ Cá mặt trăng dùng vây đuôi  (và vây hậu môn) tạo lực đây tới.  Ở bộ Cá vây chân, phần trước của vây lưng được biến đổi ề mặt sinh học, tương đương với một cần câu và một mồi nhử được gọi là illicium hoặc esca.  Nhiều loài cá da trơn có thể khóa các ngạnh vây lưng vào vị trí sao cho chúng có thể chọc ra ngoài để tự vệ trước kẻ thù hoặc nép vào các khe. Một số động vật đã phát triển vây lưng thực hiện chức năng bảo vệ, chẳng hạn như có gai hoặc nọc độc.  Ví dụ, cả loài cá nhám gai và Heterodontus portusjacksoni có gai ở vây lưng có khả năng tiết nọc độc.

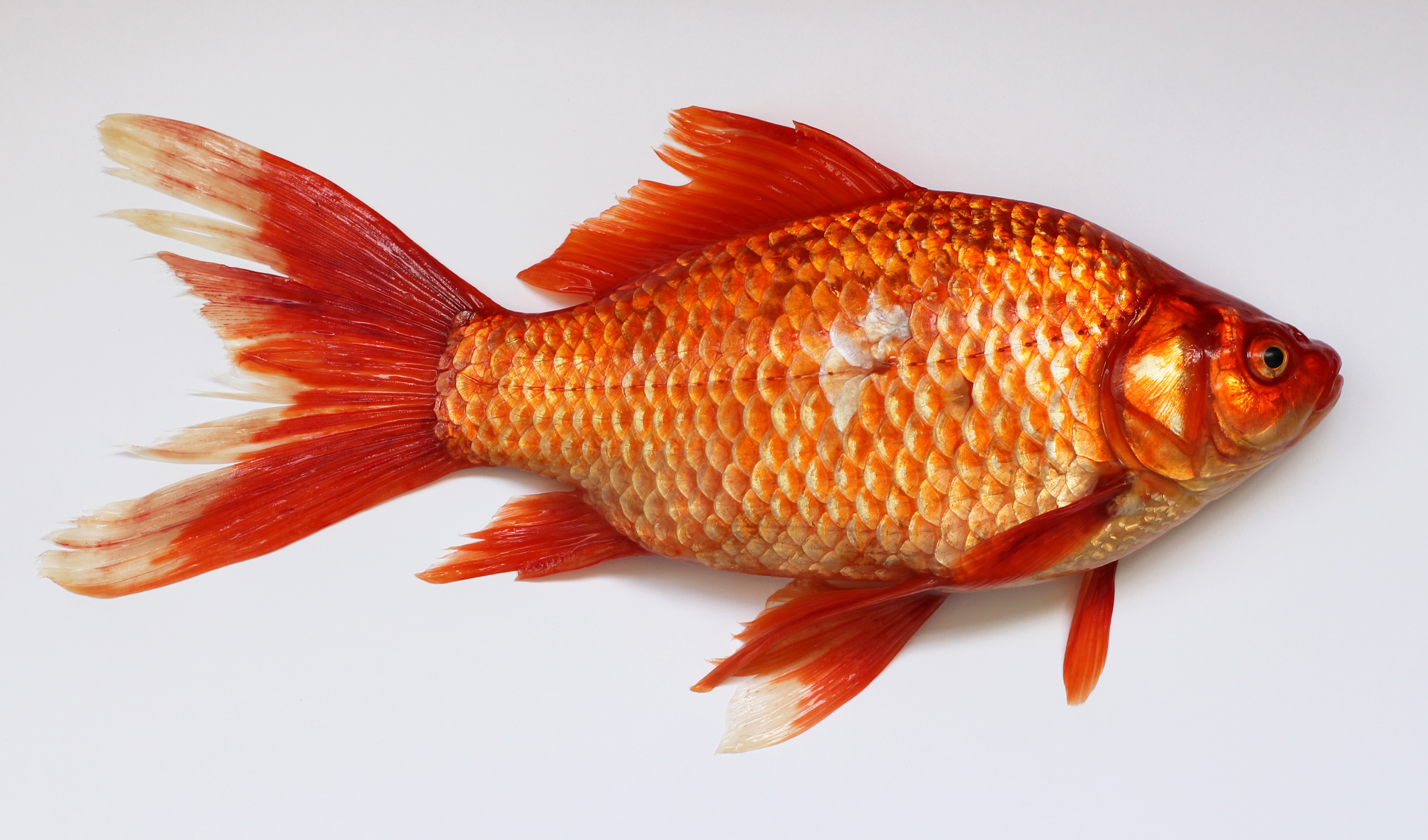
Nhiều loài cá, như Cá giếc Gibel, có một vây lưng
Cá mập thường có hai vây lưng
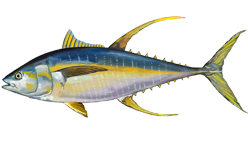
Cá ngừ vây vàng cũng có hai vây lưng
Cá tuyết chấm đen có ba vây lưng

Các loài cá Billfish (cá có hàm trên và mũi kéo dài ra, gồm họ Cá buồm và họ Cá kiếm) có các vây lưng đáng chú ý. Giống với cá ngừ đại dương, cá thu và cá thu ngừ, billfish giảm sự cản trở của dòng nước bằng cách rút vây lưng của chúng vào một rãnh trên cơ thể khi chúng bơi. Hình dạng, kích thước, vị trí và màu sắc của vây lưng thay đổi tùy theo từng loại billfish và có thể là một cách đơn giản để xác định một loài billfish. Ví dụ, Cá maclin trắng có một vây lưng cong ở cạnh trước và được bao phủ bởi các đốm đen. Vây lưng lớn, hay cánh buồm, của cá buồm bị rút lại trong hầu hết thời gian. Cá cờ đưa vây lưng lên nếu chúng muốn chặn một đàn cá nhỏ và có lẽ để hạ nhiệt sau những thời gian hoạt động cao.

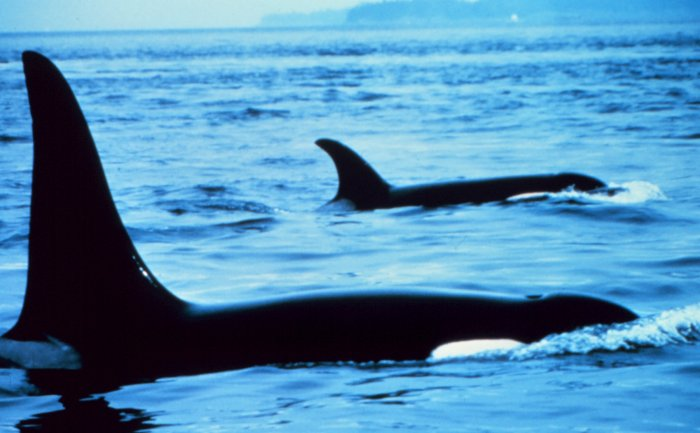
Sự khác biệt vây lưng của cá voi sát thủ giữa con đực và con cái
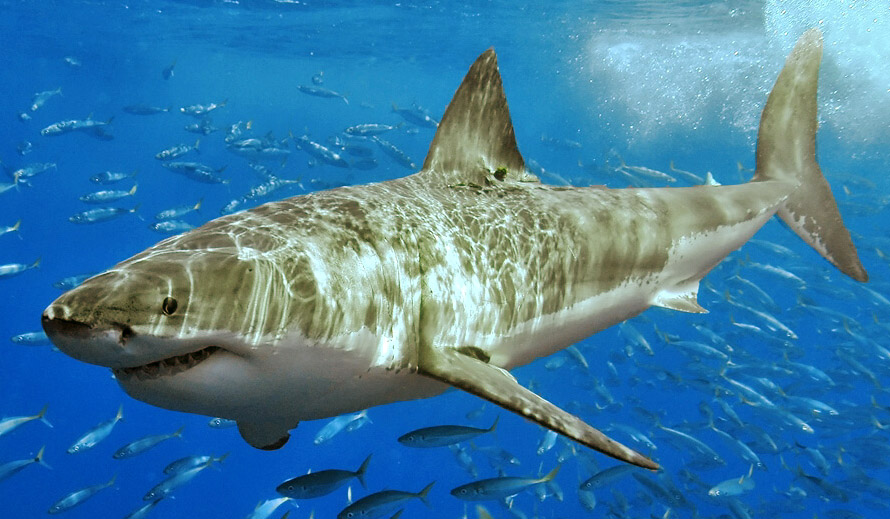
Vây lưng của một con cá mập trắng lớn chứa các sợi hạ bì hoạt động "giống như những tiếng rít làm ổn định cột buồm của con tàu" và cứng lại khi cá mập bơi nhanh hơn để kiểm soát dòng chảy bơi chệch hướng.
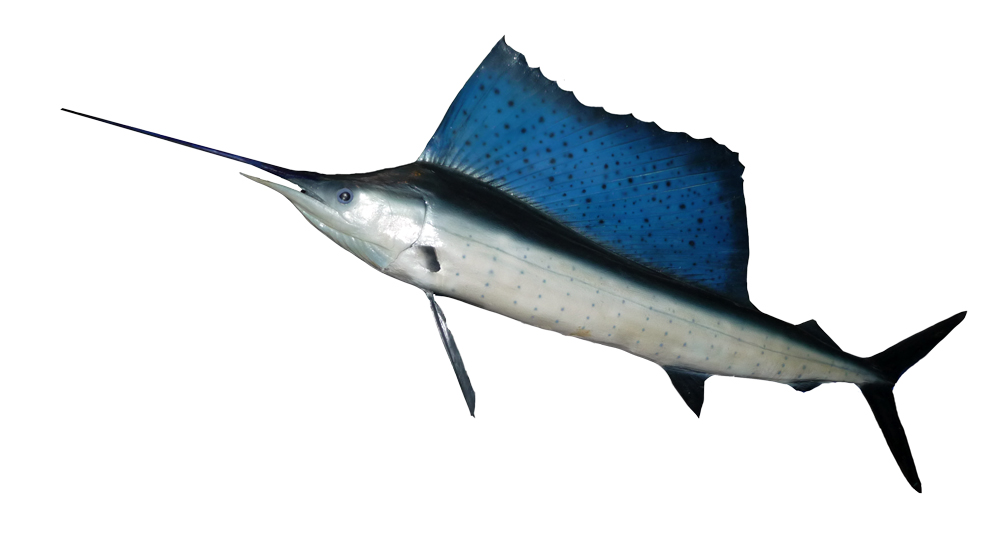
Vây lưng lớn có thể thu vào của cá buồm